# Футурама: Игра Бендера
«Футурама: Игра Бендера» (англ. Futurama: Bender's Game) — третий из 4 полнометражных мультфильмов Футурамы, выпущенных на DVD. Фильм вышел 3 ноября 2008 года. Название мультфильма происходит от романа «Игра Эндера», который написал Орсон Скотт Кард. Посвящён памяти Гэри Гайгэкса — создателя игры «Подземелья и Драконы» и классовых фентезийных ролевых систем.

## Сюжет
Резко взлетают цены на топливо, отчего Профессор запрещает пользоваться кораблём в нерабочее время. Однако Лила нарушает запрет, отправившись на состязание космических кораблей и выигрывает главный приз. Узнав об этом, профессор делает Лиле выговор и надевает на неё ошейник, который бьёт током Лилу каждый раз, когда она подумает о насилии, брани или сексуальных извращениях.
В это время Кьюберт и Дуайт с приятелями играют в Dungeons & Dragons. К ним хочет присоединиться Бендер, но дети отказывают ему, заявляя, что у него нет воображения. Бендер, пытаясь научиться воображению, сходит с ума и попадает в психбольницу для роботов, не в силах отделить реальность от выдумки.
Профессор же тем временем раскрывает героям тайну топливного кризиса. Оказывается, Мамочка превращает тёмную материю в кристалл, и из-за этого цены на топливо растут. Желая прекратить гегемонию Мамочки в производстве топлива, Фрай, Лила и Профессор проникают на её базу. Но секрет добычи самой тёмной материи оказывается ещё более ужасным. Оказывается, что Мамочка получает тёмную материю из кала зубастильонцев, которых она захватила и заперла на своем заводе. С помощью антикристалла профессор пытается превратить тёмную материю из важнейшего топлива в бесполезную субстанцию, для этого просто нужно поднести антикристалл на очень близкое расстояние к кристаллу, но неожиданно они все попадают в другой мир, созданный воображением Бендера — страну с замками и рыцарями, орками и кентаврами; мир, похожий на вселенную «Властелина колец», где все подчиняется законам игры «Подземелья и Драконы».
В этом мире Лила становится кентавром Лиголой, а Фрай получает имя Фрайдо. Вдвоём они встречают рыцаря Титаниуса Англсмита (Бендер), который отводит их в свой замок, там на них нападают чёрные всадники Уолтозар, Лариус и Игнус (Уолт, Лари и Игнар). Во время сражения их удаётся одолеть, когда у Фрайдо выпадает из куртки антикристалл, который в этом мире стал кубиком власти, а на нём число 7 — исчезновение врагов.
Далее Фрайдо, Лигола и Титаниус отправляются к магу Грейфарну (Профессор), который рассказывает им, что кубик власти создала тёмная колдунья Мамон (Мамочка) из кипящего пластика, в который она вложила все свои силы, и если кубик власти уничтожить, сбросив его в кипящий пластик, из которого он был создан, то Мамон умрёт.
Отправившись в логово Мамон, герои встречают отряд кентавров, возглавляемых кентавром Гемрафрадитусом (Гермес), но оказалось, что кентавры отвергают насилие и поэтому отказываются помочь. Героям приходится идти одним. Далее они обнаруживают, что на всей дороге к логову Мамон расставлены дозорные, поэтому они решают обойти через Пещеру Безнадёжности. При подходе к ней они встречают Гинекаладриэль (Эми), которая помогает им одолеть охранника у пещеры. Там они натыкаются на гигантскую многоножку (Зойдберг), и Лигола, думая, что это живущий здесь тоннельный ужас, убивает его. Неожиданно появляется настоящий тоннельный ужас, и Лигола, поняв, что убила невиновного, решает больше никого не убивать и убегает к Гермафрадитусу, чтобы он научил её жить мирно. Тоннельного ужаса одолевает Фрайдо с помощью выпавшего на кубике власти числа 3 — расти.
Вскоре герои выбираются из пещеры. К этому времени Фрайдо начинает вести себя как Голлум: приобретать серый оттенок кожи, передвигаться на четвереньках, называть кубик власти «моей прелестью» и говорить с самим собой. В итоге, не желая уничтожать кубик, он сбегает.
Тем временем Титаниус, Грейфарн и Гинекаладриэль прибывают в туалетный замок, где правит сумасшедший король (Роберто). В этот момент замок атакует армия орков под командованием Лариуса и Уолтозара. Троице приходится самим отбивать нападение. Тем временем Лигола, узнав о нападении, заставляет кентавров помочь. В результате кентавры одолевают орков и спасают дворец.
Тем временем сбежавший Фрайдо встречает отрубленную голову Зойдберга, которая предлагает ему помочь уничтожить кубик. Вдвоём они добираются до логова Мамон, но неожиданно Фрайдо отказывается бросить кубик в кипящий пластик. В этот момент появляется Мамон, которая превращается в дракона, но Фрайдо бросает кубик, и у него выпадает 12 — зеркаломания. Он также превращается в дракона, между ним и Мамон начинается битва. Одновременно в логове появляются Титаниус, Лигола, Грейфарн и Гинекаладриэль, но Мамон разрушает лестницу, по которой те спускались, и продолжает сражаться с Фрайдо. В конце концов, они оба падают без сознания, и Фрайдо роняет кубик, его подбирает голова Зойдберга, которая уже хочет его сбросить в кипящий пластик. Тем временем героям на помощь приходит Игнус, но между ним и Грейфарном возникает недопонимание и начинается битва на световых мечах, в ходе которой выясняется, что Игнус — сын Грейфарна. Грейфарн от неожиданности падает с лестницы прямо на голову Зойдберга, кубик отлетает, его подбирает очнувшаяся Мамон, которая объявляет, что она победила и игра окончена. В этот момент подземелье рушится, и все герои попадают обратно в наш мир.
Мамочка приказывает Уолту и Ларри вытащить антикристалл из живота Профессора (он проглотил его незадолго до сражения), но Профессор просит напоследок разрешить ему обнять сына. Во время объятий выясняется, что Игнар проглотил кристалл. Кристалл и антикристалл, оказавшись на близких расстояниях друг к другу, активируются, после чего тёмная материя превращается в бесполезную субстанцию. Таким образом команда Планетного Экспресса отомстила Мамочке, лишив её одного из источников доходов. Домой герои добираются, используя зубастильонцев в качестве вьючных животных.

## Роли
| Актёр          | Персонаж                                                                      |
| -------------- | ----------------------------------------------------------------------------- |
| Билли Уэст     | Филипп Дж. Фрай / Фрайдо Профессор Фарнсворт / Грейфапн Др. Зойдберг / Монстр |
| Кэти Сагал     | Туранга Лила / Лигала                                                         |
| Джон Ди Маджио | Бендер Родригес / Титаниус Англсмит Игнар                                     |
| Тресс Макнилл  | Мама / Мамочка                                                                |
| Морис Ламарш   | Уолт / Уолтазар                                                               |
| Фил Ламарр     | Гермес Конрад / Гермафродитус                                                 |
| Лоурен Том     | Эми Вонг / Гинекаладриэль                                                     |
| Дэвид Херман   | Ларри / Ларриус                                                               |
| Кэт Сьюси      | Кьюберт Фарнсворт / Гном                                                      |
| Фрэнк Велкер   | Зубастик                                                                      |
| Гэри Гайгэкс   | Камео                                                                         |
| Рич Литл       | Камео                                                                         |
| Джордж Такей   | Камео                                                                         |

## Особенности озвучивания
- Грабителя, крадущего фигурку Эмми с капота корабля Межпланетного экспресса, озвучил монтажёр. Это связано с тем, что об этом персонаже при озвучке попросту забыли, в результате при монтаже монтажёр Пол Кандер (Paul D. Calder) озвучил его сам[3].
- Ближе к 42-й минуте фильма можно услышать действительно профессиональную работу Билли Уэста: крик Профессора длится более 10 секунд[3].
- Кость силы озвучили (голос произносит выпавшее число) сразу 3 человека, говорящих в унисон: Дэвид Коэн и монтажёры Пол Кандер и Даник Томас[3].
- Фрайдо озвучен Билли Уэстом, однако его два отражения (в сцене по продаже ножа) озвучили Джон Ди Маджио и Дэвид Херман[3].
- Голос гигантского Деревянного парня настолько низок, что голос озвучившего его Билли Уэста пришлось дополнительно снижать на компьютере[3].